# Emmanuel Ménieu
Pas d'image ? Cliquez ici

a Compétitions nationales et continentales officielles uniquement.

Dernière mise à jour le 5 novembre 2017.
Emmanuel Ménieu, né le 23 juillet 1969 à Bordeaux, est un joueur français de rugby à XV qui évolue au poste de pilier.

## Biographie
Emmanuel Ménieu commence la pratique du rugby à XV à l'âge de 14 ans[réf. nécessaire], et évolue en tant que pilier gauche. Il commence sa carrière professionnelle en 1991 au Stade bordelais[réf. nécessaire].
Il rejoint ensuite l'AS Montferrand en 1993. Pendant ces années à Clermont-Ferrand, il s'incline deux fois avec son équipe en finale de championnat de France, en 1994, et 1999, ainsi qu'en finale du Challenge Yves du Manoir en 1994. Il remporte néanmoins le Challenge européen en 1999,,Christophe Buron, « Paroles d'anciens... vainqueurs ! », La Montagne,‎ 18 mai 2013, p. 41 (ISSN 2109-1587, lire en ligne).
Entre-temps, Ménieu est sélectionné en 1993 avec l'équipe de France pour affronter la Roumanie à Bucarest. Ne possédant pas de passeport, il ne peut pas prendre l'avion et est obligé de décliner la sélection, remplacé par Laurent Vergé. Il est néanmoins sélectionné à plusieurs reprises avec la réserve de l'équipe nationale[réf. nécessaire].
En 2000, il signe un contrat avec le Biarritz olympique. Il y remporte le titre de champion de France à deux reprises, en 2002, puis en 2005.
Il rejoint après son second titre l'US Dax, évoluant alors en Pro D2. Il quitte le rugby professionnel après deux saisons.
Menieu continue de pratiquer le rugby au niveau amateur, avec le Boucau Tarnos stade. Il entraîne plus tard l'équipe première pour la saison 2013-2014, alors qu'il entraînait la saison précédente l'équipe réserve.

## Palmarès
- Championnat de France de première division :
  - Champion (2) : 2002 et 2005 avec le Biarritz olympique.
  - Vice-champion (2) : 1994 et 1999 avec l'AS Montferrand.
- Challenge Yves du Manoir :
  - Finaliste (1) : 1994 avec l'AS Montferrand.
- Challenge européen :
  - Vainqueur (1) : 1999 avec l'AS Montferrand.
- Championnat de France de deuxième division :
  - Vice-champion (1) : 2007 avec l'US Dax.